# Armando Zamorano
Armando Cipriano Zamorano Flores (Autlán de Navarro, 3 ottobre 1993) è un calciatore messicano, centrocampista svincolato.

## Carriera

### Club
Ha giocato nella massima serie messicana.

### Nazionale
Ha giocato nelle nazionali giovanili messicane Under-20, Under-21 ed Under-22.